# TikTok
TikTok [tyktok] je mobilní aplikace a sociální síť pro vytváření a sdílení krátkých videí vyvíjená čínskou společností ByteDance; na čínském trhu je aplikace pod názvem Douyin (čínsky 抖音, přepis do češtiny tou-jin). Aplikace dříve umožňovala uživatelům vytvářet krátké videoklipy o délce až 15 sekund, od července 2021 až 3 minuty, a od roku 2022 maximálně 10 minut.

## Historie
V listopadu 2017 koupila společnost ByteDance firmu musical.ly se sídlem v Šanghaji, která provozovala obdobnou aplikaci cílenou na americký trh. Uživatelská základna této aplikace byla sloučena do vlastní aplikace Douyin, což se stalo základem pro expanzi spojené aplikace na západní trh pod názvem TikTok.
V říjnu 2018 se stala nejúspěšnější[zdroj?] aplikací ve Spojených státech amerických; od roku 2018 je k dispozici na více než 150 trzích a v 39 jazycích. Aplikaci používá měsíčně více než půl miliardy lidí na celém světě. V Indonésii byla v červenci roku 2018 na týden aplikace zablokována kvůli nevhodnému obsahu. Blok byl zrušen až po příslibu posílení ochranných mechanismů. V roce 2020 se stala druhou globálně nejrychleji rostoucí společností, hned za technologickou firmou Elona Muska – Teslou. Aplikace také dosáhla v roce 2020 2 miliard a rok nato 3 miliard stažení.

## Vlastnosti služby

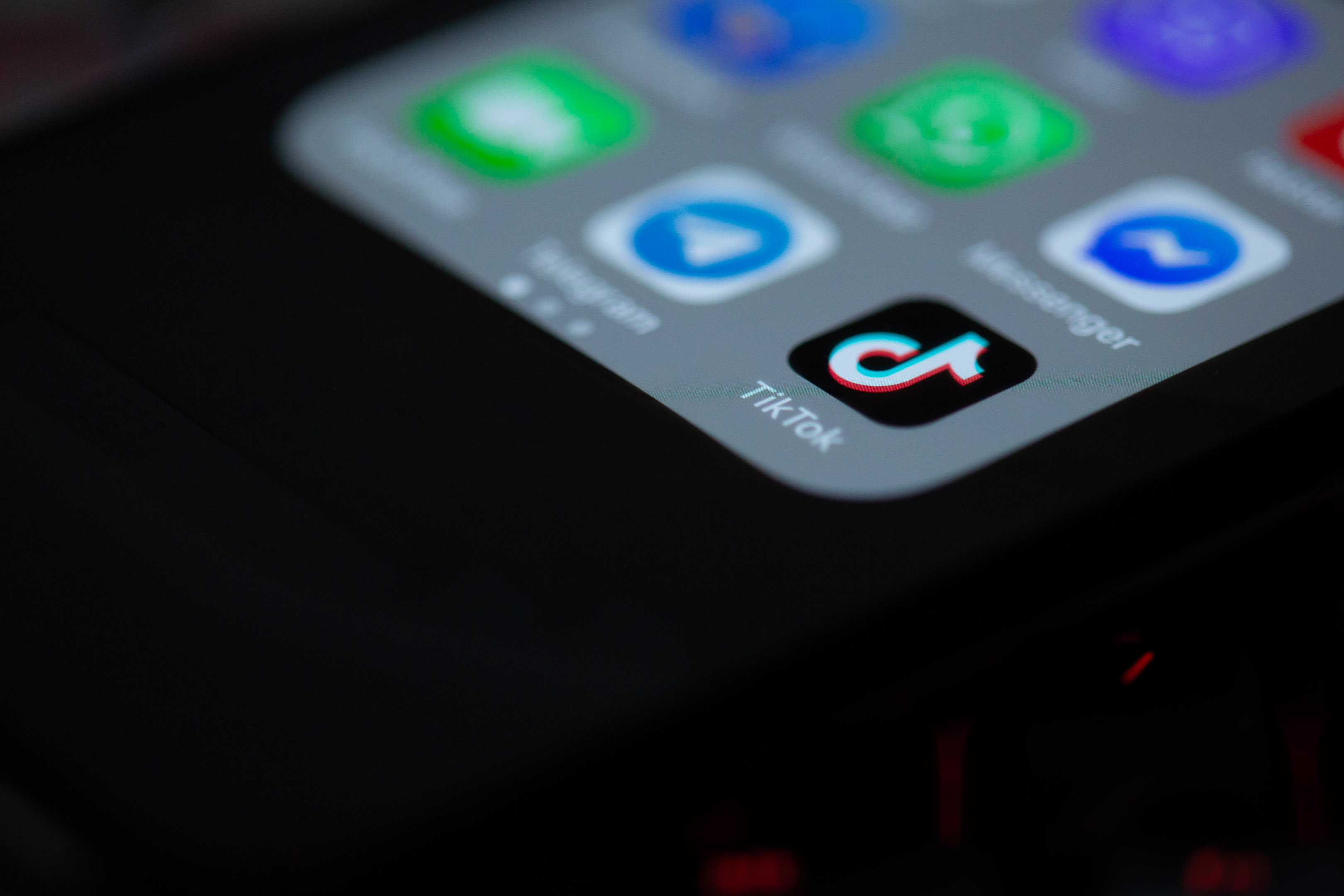
Aplikace TikTok na operačním systému iOS.

Všechny zakládané profily jsou veřejné. Aplikace poskytuje videa z „okolí“ i bez toho, aby měl uživatel založený účet, pokud uživatel má účet a začne někoho sledovat, zobrazí se videa toho kdo sleduje na stránce Sleduji.

### Informace, které TikTok sbírá
TikTok sbírá data o zařízení, kterým uživatelé (zaregistrovaní i nezaregistrovaní) sledují obsah aplikace, včetně IP adresy a unikátních identifikačních čísel zařízení, ISP, operační systém, ostatních nainstalované aplikace, navštívené stránky, informace z GPS, „vzory stisknutých kláves“. V polovině roku 2021 TikTok tiše upravil své podmínky používání a mezi sbírané informace zahrnul také biometrická data – nazval je „faceprint“ a „voiceprint“, ale blíže nevysvětlil, o co se jedná.

## Uživatelé Tiktoku
V roce 2019 bylo 66 % uživatelů mladších než 30 let a v České republice na počátku daného roku používalo aplikaci 28,48 % dětí.
Nyní TikTok používá více než miliarda aktivních uživatelů.

## TikTok jako bezpečnostní hrozba

### Indie
Indie, kde si TikTok stáhlo 660 milionů lidí, tuto aplikaci zakázala spolu s řadou dalších čínských aplikací jako WeChat, Helo a UC Browser, které vyhodnotila jako bezpečnostní hrozbu pro suverenitu a integritu státu; tento krok podpořil ministr zahraničí USA a uvedl, že by se sám nebránil tomu, aby USA přistoupily k podobnému kroku. Roku 2019 odborníci z izraelské bezpečnostní firmy Check Point uvedli, že v aplikaci našli chyby, které by mohly útočníkům umožnit přístup k osobním údajům. Nová verze iOS společnosti Apple odhalila, že TikTok tajně sleduje miliony iPhonů bez jejich vědomí a přistupuje k obsahu schránek každých několik sekund, i když aplikace běží pouze na pozadí.

### USA
Americký prezident Donald Trump v roce 2020 oznámil, že zvažuje zákaz TikToku na území Spojených států amerických. Jelikož v USA TikTok používá odhadem přes 100 milionů lidí, považoval Trump tuto aplikaci za bezpečnostní riziko a bál se zneužití osobních dat amerických občanů čínskou vládou. Dne 6. srpna 2020 zakázal Trump americkým společnostem obchodovat s čínskou společností ByteDance, která TikTok provozuje, a 14. srpna 2020 vydal nařízení, kde společnosti ByteDance dává 90 dní na prodej dat a aktiv, které byly společností nashromážděny v USA. O odkoupení části TikToku uvažovala společnost Microsoft případně Twitter a Trump řekl, že pokud nedojde k dohodě do 15. září 2020, aplikaci zakáže. K takové dohodě nedošlo a i přes to, že se společnost Oracle stala operačním partnerem a měla by tak namísto čínské společnosti ByteDance pod kontrolou data amerických občanů, Trump nařídil, že všechny internetové obchody s aplikacemi (App Store a Google Play) musejí TikTok a další čínskou aplikaci WeChat ze svých obchodů stáhnout, a že od 12. listopadu 2020 nebudou moci americké společnosti poskytovat služby a internetový hosting pro TikTok a aplikace by tak měla v USA definitivě skončit. Trump ovšem nevyloučil, že by do té doby mohlo dojít k nějaké jiné dohodě. V březnu 2024 Trump svůj názor na platformu změnil, když uvedl, že se zvažovaným zákazem aplikace nesouhlasí.
Provozovatel Facebooku se v roce 2022 snažil šířit myšlenku, že TikTok je hrozbou pro americkou společnosti a zejména děti.
V dubnu 2024 schválil americký Kongres zákon, který by zákaz sociální sítě umožnil.

### Česká republika
V březnu 2023 vydal NÚKIB varování před používáním aplikace a označil ji za bezpečnostní hrozbu, a to i pro širokou veřejnost.